# Риттерсоффен
Риттерсоффен (фр. Rittershoffen) — коммуна на северо-востоке Франции в регионе Гранд-Эст (бывший Эльзас — Шампань — Арденны — Лотарингия), департамент Нижний Рейн, округ Агно-Висамбур, кантон Висамбур. До марта 2015 года коммуна административно входила в состав упразднённого кантона Сульц-су-Форе (округ Висамбур).
Площадь коммуны — 12,13 км², население — 931 человек (2006) с тенденцией к стабилизации: 899 человек (2013), плотность населения — 74,1 чел/км².

## Население
Население коммуны в 2011 году составляло 888 человек, в 2012 году — 894 человек, а в 2013-м — 899 человек.
| 1962 | 1968 | 1975 | 1982 | 1990 | 1999 | 2006 | 2008 | 2011 | 2012 | 2013 |
| ---- | ---- | ---- | ---- | ---- | ---- | ---- | ---- | ---- | ---- | ---- |
| 827  | 854  | 834  | 817  | 825  | 897  | 931  | 912  | 888  | 894  | 899  |

Динамика населения:

## Экономика
В 2010 году из 590 человек трудоспособного возраста (от 15 до 64 лет) 443 были экономически активными, 147 — неактивными (показатель активности 75,1 %, в 1999 году — 70,1 %). Из 443 активных трудоспособных жителей работали 409 человек (237 мужчин и 172 женщины), 34 числились безработными (13 мужчин и 21 женщина). Среди 147 трудоспособных неактивных граждан 25 были учениками либо студентами, 61 — пенсионерами, а ещё 61 — были неактивны в силу других причин.
В июне 2016 года в километре к юго-западу от центра коммуны открыта первая во Франции геотермальная электростанция, принадлежащая Группе Электрисите де Страсбур. Мощность электростанции 24 МВт, для работы она использует горячую воду с глубины 2,5-3 км, снабжает находящийся в 15 км к востоку крахмальный завод Рокет Фрер (производство крахмала из кукурузы и пшеницы) в Бейнхайме. 
В мае 2011 года группа Эрамет объявила, что успешно выделила литий из рассола (карбоната лития) геотермальной станции. Тем самым заявив, что во Франции теперь есть собственное месторождение этого редкого металла, необходимого для энергетического перехода и широкого внедрения электромобилей.